# Dömötör Mészáros
Dömötör Mészáros (ur. 26 października 1976 w Budapeszcie) – węgierski siatkarz. Obecnie występuje w Serie A2, w drużynie Carige Genova. Gra na pozycji przyjmującego. Mierzy 200 cm. Wielokrotny reprezentant Węgier.

## Kariera
- 1998–1999  Kaposvar
- 1999–2001  Edilbasso Padwa
- 2001–2003  Itas Diatec Trentino
- 2003–2005  Edilbasso Padwa
- 2005–2006  PAOK Saloniki
- 2006–2007  Acqua Paradiso Montichiari
- 2007–2008  Fakieł Nowy Uriengoj
- 2008–2009  Gazprom Surgut
- 2009–2010  Trenkwalder Modena
- 2010–2011  Arkas Spor Izmir
- 2011–  Carige Genova

## Sukcesy
- 1999 -  Mistrzostwo Węgier
- 1999 -  Puchar Węgier